# Gregory Bernard Keen
Gregory Bernard Keen, född den 3 mars 1844 i Philadelphia, död 1930, var en amerikansk historiker. Han var bror till Morris Longstreth Keen och kusin till William Williams Keen.
Keen, som 1866 blev protestantisk-episkopal prästman, övergick 1868 till katolicismen. Han var 1871-72 matematiklärare vid ett romersk-katolskt prästseminarium i Overbrook, Pennsylvania, och 1887-97 bibliotekarie vid Pennsylvaniauniversitetet samt från 1890 dess historiograf. Keen var 1880-98 sekreterare i Pennsylvanias historiska förening och utgav 1883-84 "Pennsylvania Magazine of history and biography", där han bland annat publicerade släktanteckningarna The descendants of Jöran Kyn, the founder of Vpland. Han skrev även kapitlet New Sweden i Winsors "Narrative and critical history of America". År 1907 promoverades han till hedersdoktor vid Gustavus Adolphus College.